# Pardosa hartmanni
Pardosa hartmanni là một loài nhện trong họ Lycosidae.
Loài này thuộc chi Pardosa. Pardosa hartmanni được Carl Friedrich Roewer miêu tả năm 1959.